# Perdita flaviventris
Perdita flaviventris är en biart som beskrevs av Timberlake 1980. Perdita flaviventris ingår i släktet Perdita och familjen grävbin. Inga underarter finns listade i Catalogue of Life.